# Jerusalem University College

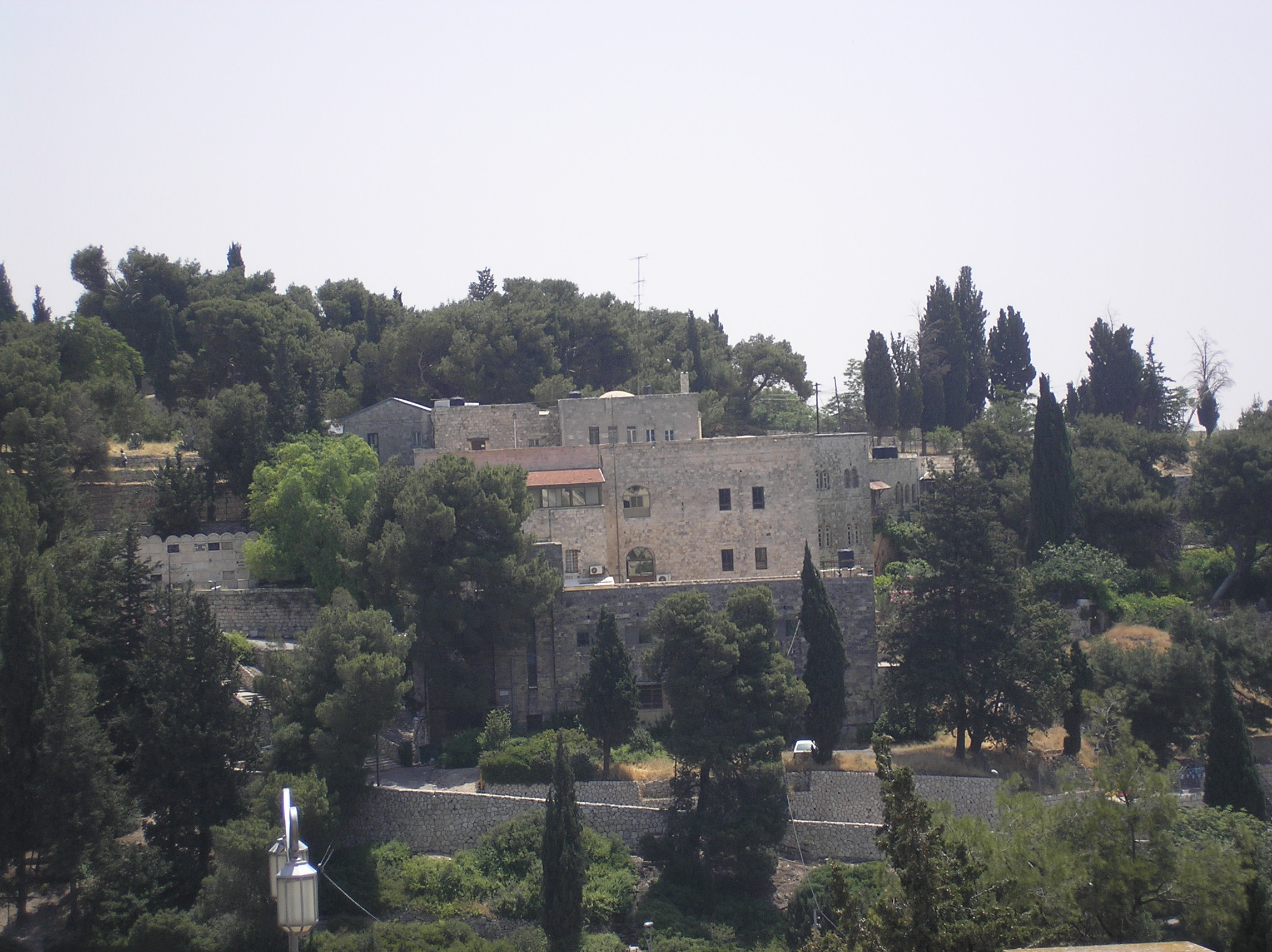
Jerusalem University College, Blick von Westen zum Zionsberg

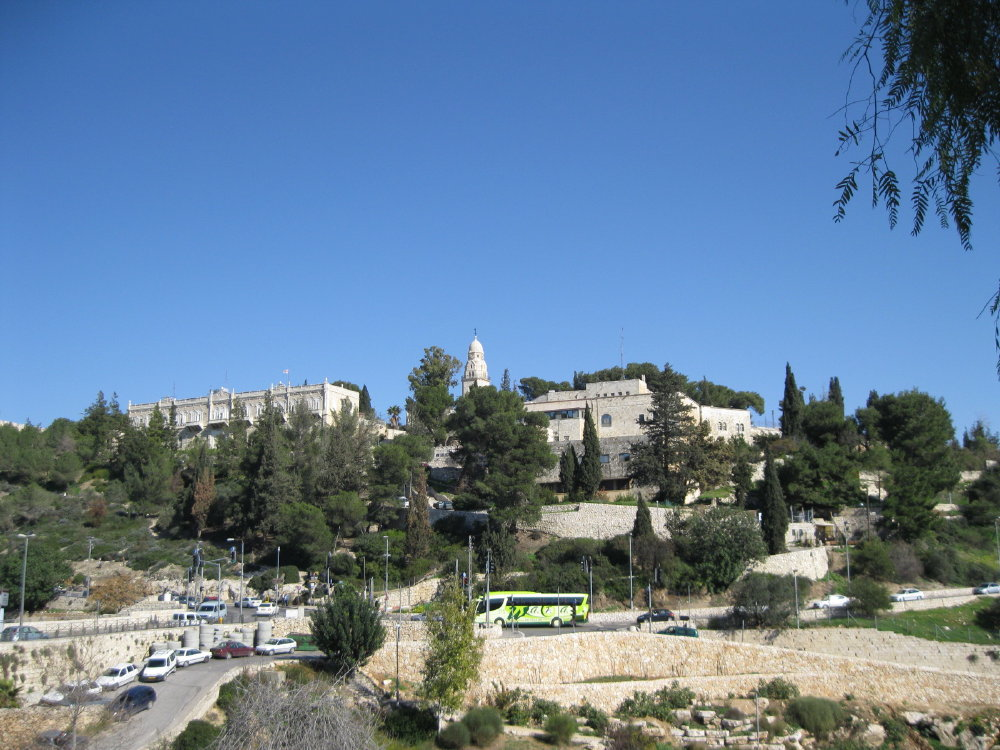
Jerusalem University College, Blick von Westen zum Zionsberg, das JUC ist das rechte Eckgebäude, links davon in der Bildmitte der Glockenturm der Dormitio-Basilika, ganz links das griechisch-orthodoxe Seminar

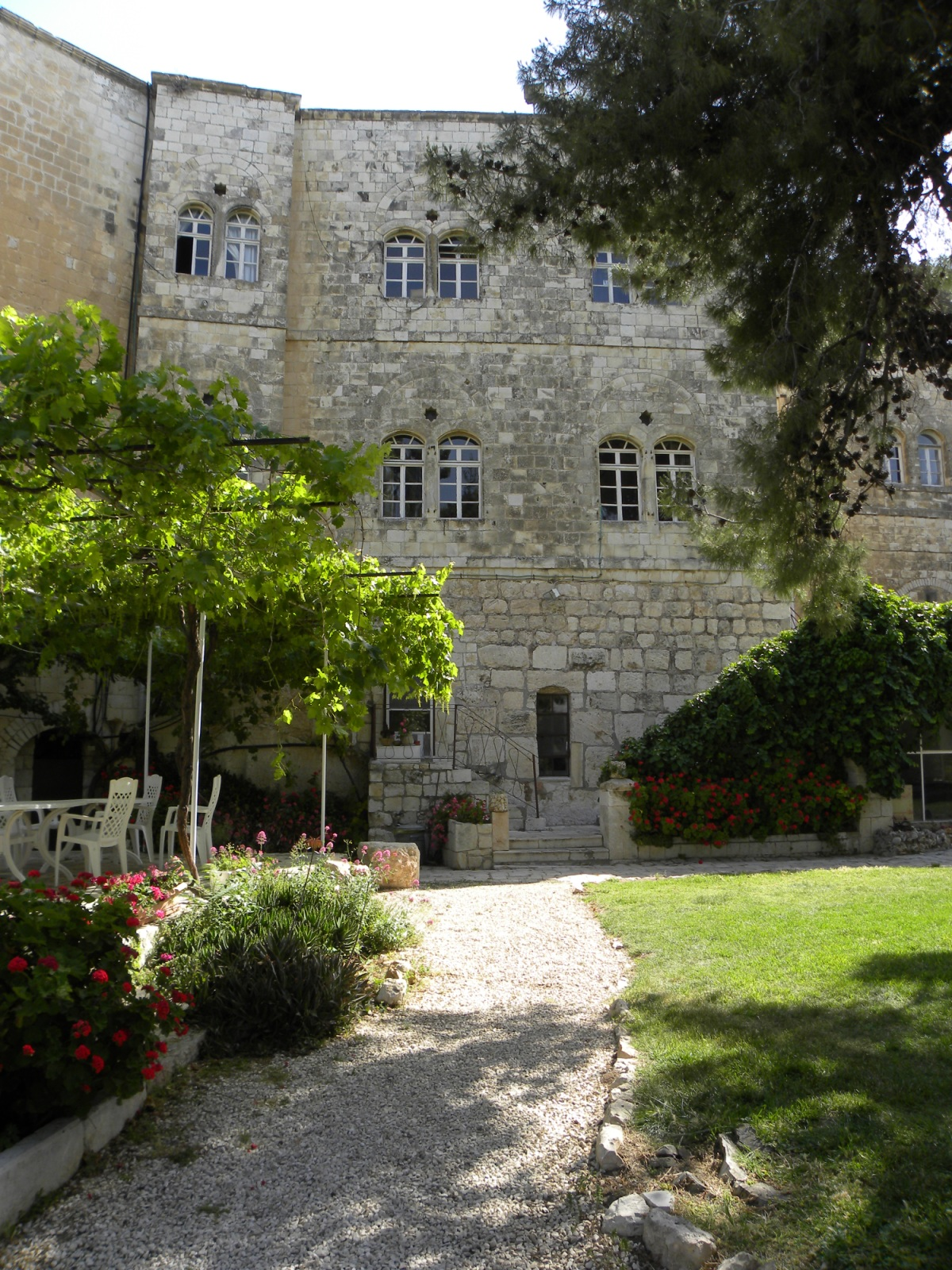
Jerusalem University College, Innenhof

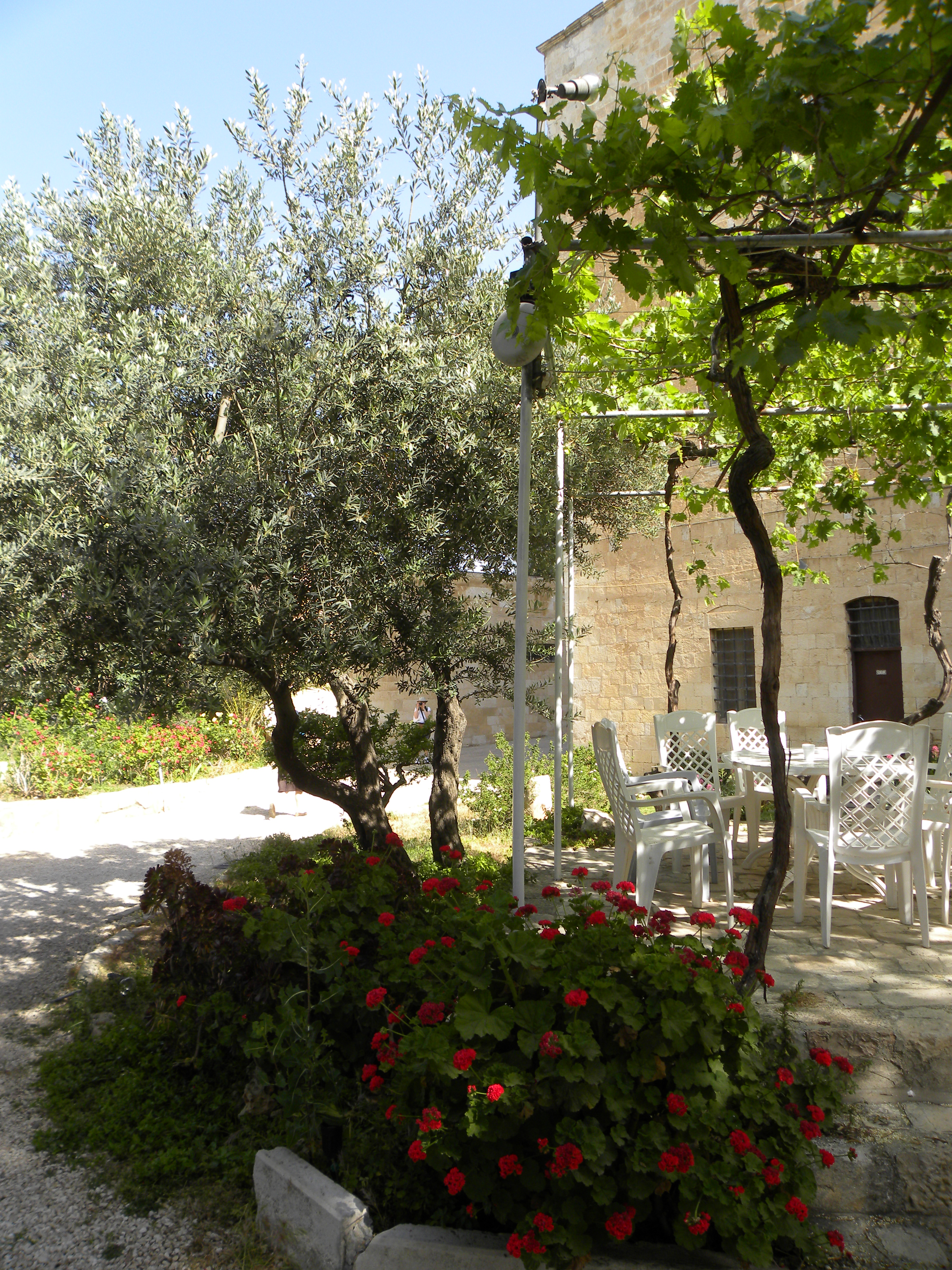
Jerusalem University College, Garten

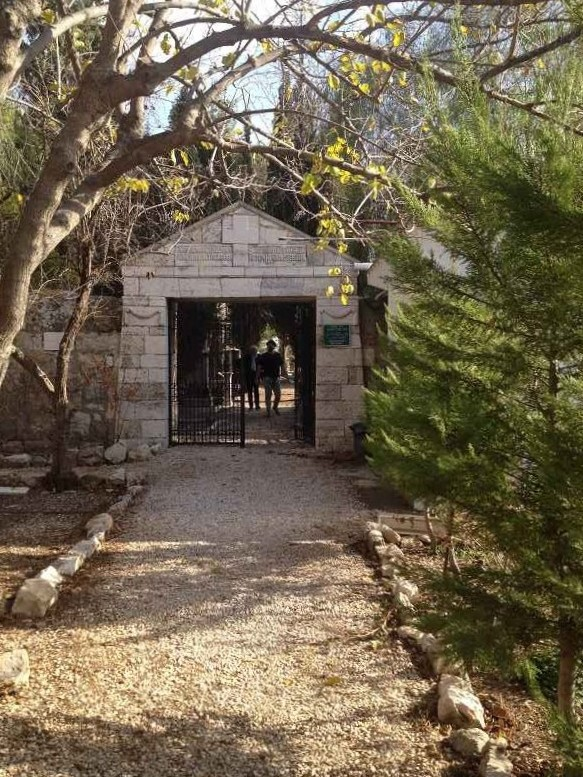
Jerusalem Tor zum Zionsfriedhof im Garten des Jerusalem University Colleges

Jerusalem University College ist eine christliche Schule, eine Non-Profit-Organisation, die der christlichen Erziehung und Bildung dient.
Außer ihrem Standort in Jerusalem hat sie Niederlassungen in den USA und in Asien.
Sie hat das Ziel, das Verständnis der Bibel zu vertiefen.
Dafür nutzt sie die Untersuchung der kulturellen und geographischen Zusammenhänge im antiken und modernen Nahen Osten.
Insbesondere leitet sie ihre Studenten zum Studium der alten Sprachen des Nahen Ostens und der Archäologie in diesem Gebiet an.

## Geschichte
- Karte mit allen Koordinaten der verschiedenen Standorte des JUC seit 1956:
- OSM |
- WikiMap

1956 gründete George Douglas Young das Israel-American Institute of Biblical Studies. Dieses Institut befand sich in Jerusalem in der Prophetenstraße 55.⊙
Youngs Ziel war es, künftige Priester durch das Studium des Heiligen Landes und seiner Kultur auf ihren Beruf vorzubereiten. Er war überzeugt, dass die Erfahrung vor Ort, das Studium der Hebräischen Sprache, der Archäologie und die Teilnahme an Ausgrabungen den Studenten ein Gefühl für die Inhalte und die historische Grundlage des christlichen Glaubens vermitteln würde. Zunächst organisierte er sechsmonatige Graduiertenkollegs in Jerusalem. In den 1960er Jahren wurden diese erweitert zu Auslandssemestern zur Erlangung eines Masters.
1960 benannte sich das Institut um in American Institute of Holy Land Studies. 1967, nach dem Sechstagekrieg, zog das Institut auf den Berg Zion in das Gebäude der 1853–1856 erbauten Bishof-Gobat-Knaben-Schule. Hinter dem Schulgebäude liegt der protestantische Zionsfriedhof, dessen Zugang übers Gelände des Colleges führt.
Ab 1971 gab es die Möglichkeit zwei- bis dreiwöchige Kurse als Kurz-Programm zu absolvieren. Diese Kurse standen sowohl Studenten mit als auch Studenten ohne Universitätsabschluss offen. 1997 benannte sich das American Institute of Holy Land Studies um in Jerusalem University College.
Das Jerusalem University College hatte bis 2021 ungefähr 32.000 Studenten. Pro Jahr lernen dort etwa 800 Studenten.

## Fachgebiete
Das Jerusalem University College bietet die Möglichkeit eines Master-Abschlusses auf den Gebieten:
- Biblical History and Geography (Biblische Geschichte und Geographie)
- Hebrew and Cognate Languages (Hebräisch und verwandte Sprachen)
- The Hebraic Roots of Christianity (Die hebräischen Wurzeln des Christentums)
- Middle Eastern Cultures and Religions (Kulturen und Religionen des Nahen Ostens)[3]

## Zugehörigkeiten, Zusammenarbeit
Das JUC gehört zur Weltweiten Evangelischen Allianz.
Es ist anerkannt von der Asia Theological Association und verbunden mit dem Council for Christian Colleges and Universities.

### JUC-Konsortium
JUC bildet mit mehr als 70 Seminaren, Colleges, Universitäten und Hochschulen ein Konsortium.
Die Mitglieder dieses Konsortiums können JUC als ihren erweiterten Campus betrachten und ihre Studenten zum Studium dorthin schicken.

## Präsidenten des JUC
- 1957–1978: George Douglas Young (Gründer)
- 1978–1984: George Giacumakis
- 1984–1985: Peter Veltman
- 1983–1987: Lareau Lindquist
- 1987–1990: Morris Inch
- 1990–1992: Donald Brake
- 1992–1993: Halvor Ronning
- 1993–2001: Sidney DeWaal
- 2001–2002: SeJin Koh
- 2002–2021: Paul Wright
- Seit 2021: Oliver Hersey[2][11][12]

## Lehrende am JUC
Am JUC lehren und lehrten viele bekannte Wissenschaftler, darunter:
- 1963–2011: Anson Frank Rainey[13]
- 1970–1981: David Bivin[14]
- 1996–2001: R. Steven Notley[15]
- seit 2006: Yigal Levin[16]

### Youtube-Filmchen über das Jerusalem University College
- Jerusalem University College - Exterior
- Jerusalem University College History
- Adventures Through the Holy Land Vlog #1 -- Welcome to Jerusalem University College, 2020, durchnummerierte Folge von Vlogs, Autorin: Carys Parker
- Jerusalem University College Promo Video, 2019
- Jerusalem University college (English subtitles), 2019
- Jerusalem University College Introduction
- Jerusalem University College Video Tour, 2012
- Jerusalem University College Overview
- The story of the Bishop Gobat School building - Jerusalem University College, Mount Zion, Israel, 2015
- Jerusalem University College - Michael Powell Interview, 2013
- Jerusalem University College - Daniel Thompson Interview, 2013